# Liquido
Liquido — німецький альтернативний рок-гурт, який у 1996 році створили четверо друзів: Wolle Maier (барабани), Wolfgang Schrödl (вокал, гітара, піаніно), Stefan Schulte-Holthaus (бас-гітара) and Tim Eiermann (вокал, гітара).

Найвідоміший їхній хіт «Narcotic», був вперше випущений у 1996 році і був проданий тиражем у 700000 штук, коли Virgin Records перевипустили його у 1998 році. З тих пір, Liquido не вдалось повторити свій успіх, що призвело до розірвання контракту з Virgin Records, після двох невдалих альбомів.

Тим не менш, Liquido стали чимось, на кшталт, культу у своїй рідній Німеччині. Наприклад, пісня «Narcotic» була обрана «другою найкращою піснею усіх часів», місцевою німецькою радіостанцією (найкращою піснею була обрана «Stairway to Heaven» у виконанні Led Zeppelin). У 2008 році, група випустила сингл «Gameboy». У січні 2009 року учасники групи заявили про припинення її існування на своєму офіційному веб сайті.

«Narcotic» став офіційним гімном футбольного клубу Girondins de Bordeaux у Франції.

## Дискографія
Альбоми
- 1999 — Liquido (Virgin)
- 2000 — At the Rocks (Virgin)
- 2002 — alarm!alarm! (Virgin / EMI)
- 2004 — The Essential (Best of) (Virgin)
- 2005 — Float (Nuclear Blast)
- 2008 — Zoomcraft (Nuclear Blast)

Сингли
- 1998 — Narcotic
- 1999 — Doubledecker
- 1999 — Clicklesley
- 2000 — Play Some Rock
- 2000 — Made in California
- 2000 — Tired
- 2002 — Why Are You Leaving?
- 2002 — Stay with Me
- 2002 — Shoot Me I'm a Fool
- 2002 — All Dead Wrong
- 2005 — Ordinary Life
- 2005 — Love Me, Love Me
- 2008 — Gameboy
- 2008 — Pop the Bottle
- 2008 — On a Mission